# スルホン酸

スルホン酸 構造式

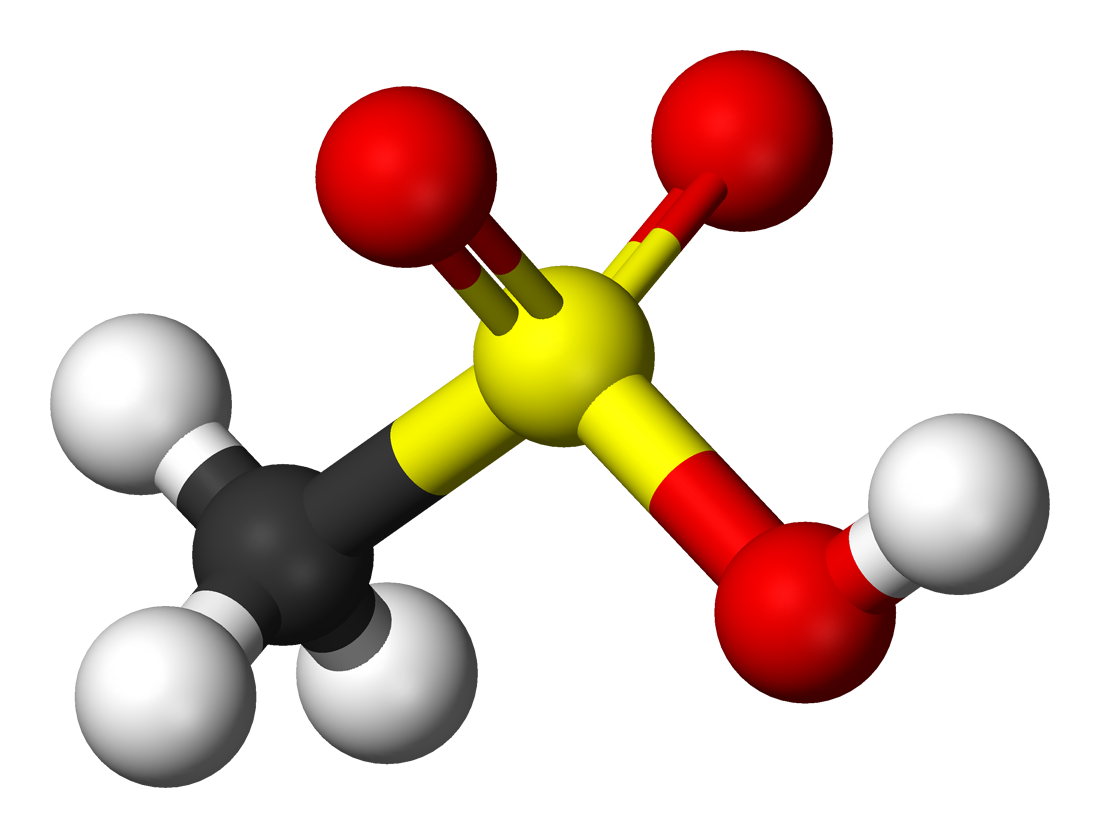
メタンスルホン酸の球棒モデル

スルホン酸（スルホンさん、英語: Sulfonic acid）はスルホ基 （別名、スルホン基、スルホン酸基） (-SO3H, sulfo group) が置換した化合物の総称である。一般的には炭素骨格にスルホ基が置換した有機化合物をさす。一方、スルホン酸の置換基 (R-) が炭素骨格を含まない無機のスルホン酸はハロゲンと置換した塩化スルホン酸（クロロ硫酸）、フルオロスルホン酸は存在するが、水素と置換した無置換の無機スルホン酸は存在しない（その他の硫黄を含むオキソ酸については硫黄のオキソ酸を参照）。
スルホ基は硫酸と同様に強酸性を示し、その陰イオンは水と良く水和するので、染料や界面活性剤を始め多くの有機化合物に導入され利用されている。
スルホン酸化合物を合成するには、大別して
1. 相当するチオール、ジスルフィドあるいはスルフィン酸化合物を過マンガン酸塩などで完全に酸化する。
2. 芳香族化合物に対して、発煙硫酸あるいはクロロ硫酸などを用いて親電子置換反応でスルホ基を導入する。

などの方法が取られる。通常、後者の芳香族化合物に対し親電子置換反応でスルホ基を導入する反応をスルホン化反応と呼ぶ。例としてベンゼンのスルホン化の反応式を示す。
芳香族スルホン酸（特にニトロ基などが存在し、電子欠乏性の芳香族化合物）はイプソ型中間体を経由すると考えられる求核置換反応を受ける。代表的な例としては芳香族スルホン酸塩を水酸化ナトリウム中で溶融しフェノール化合物へと導く反応が挙げられる。
{\displaystyle {\ce {ArSO3Na\ + NaOH -> ArOH\ + Na2SO3}}}
あるいは発色団である芳香族アゾ化合物にスルホ基を導入した酸性染料は水に対する溶解性も良く、その上絹、羊毛やナイロンなどのアミド結合の窒素原子とスルホ基とが結合（水素結合）するので染色性も格段に優れている。
あるいは、スルホ基を導入した界面活性剤は強酸の塩の為に溶液はアルカリ性を示さず（中性洗剤）、硬水中でも不溶性の塩（スカム）を発生しないので、洗剤として多用されている。また人体に対する毒性も低いものが多いため、塩基性の医薬には溶解性を上げる目的でスルホン酸の塩として供給されるものがある。
N-ヒドロキシスルホスクシンイミド（Sulfo-NHS）、ビス(スルホスクシンイミジル)スベリン酸エステル（BS3）、N-[(4-マレイミドメチル)シクロヘキシルカルボニルオキシ]スルホスクシンイミド（Sulfo-SMCC）などのタンパク質架橋剤は、水溶性を上げるため分子内にスルホ基が組み込まれている。

## スルホ基
スルホン酸が持つ -SO3H の官能基はスルホ基 (sulfo group) と呼ばれる。強酸性と強い電子求引性を示す。

## 代表的なスルホン酸化合物
- メタンスルホン酸
- トリフルオロメタンスルホン酸
- ベンゼンスルホン酸
- p-トルエンスルホン酸（トシル酸）
- 10-カンファースルホン酸 (CSA)
- マジック酸
- タウリン
- 合成洗剤（ABS洗剤）